# Àrtemis del Pireu

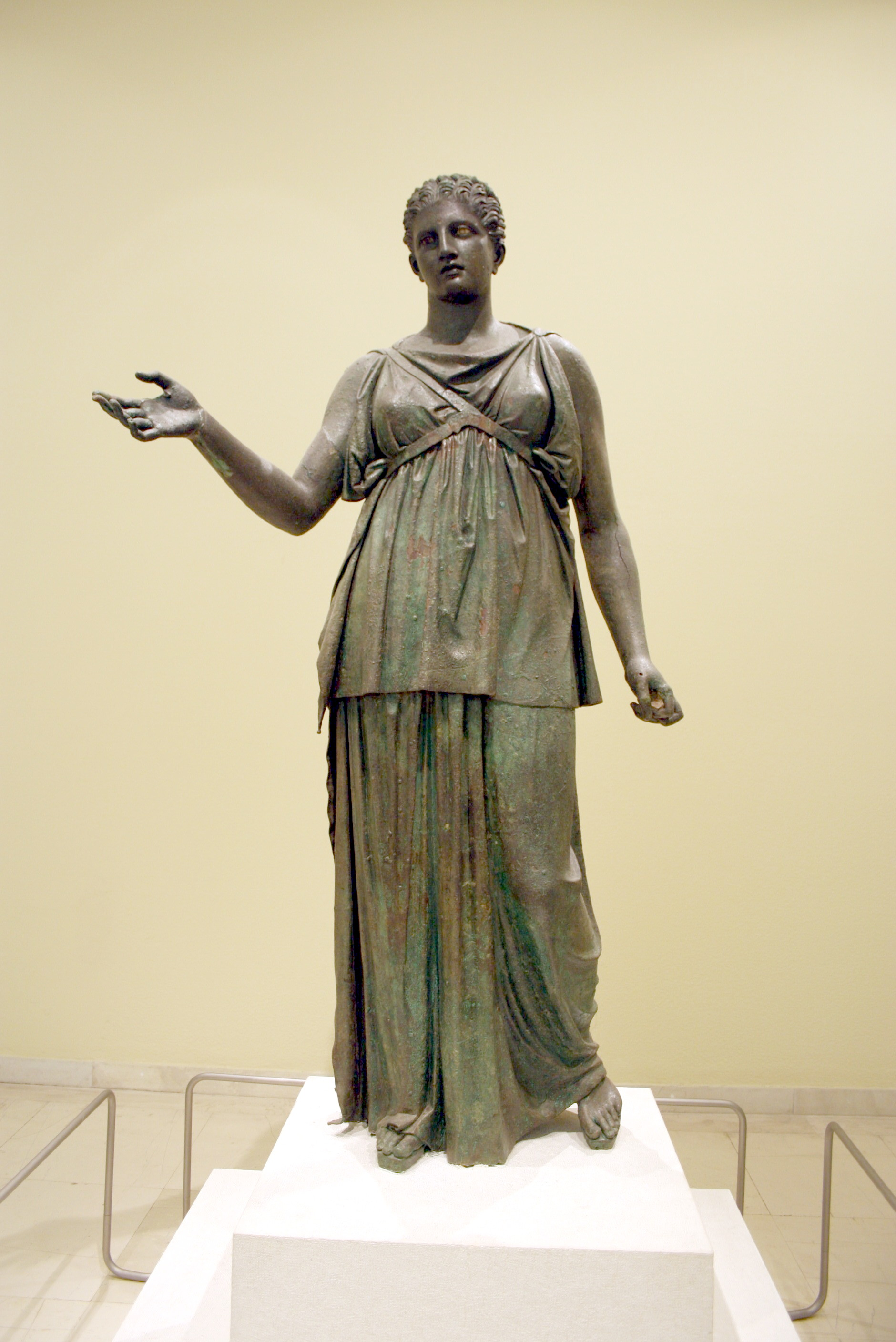
Àrtemis A

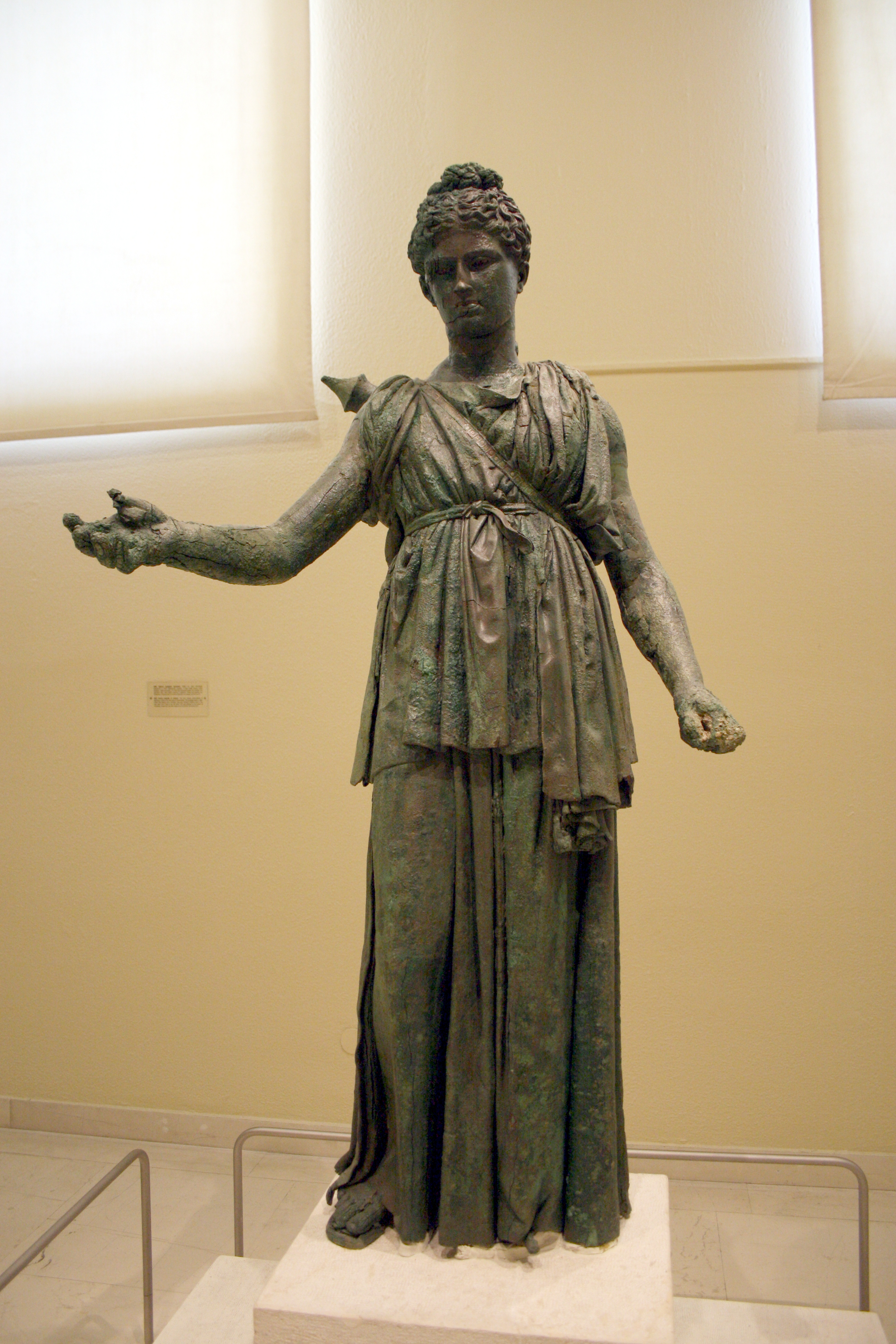
Àrtemis B

Àrtemis del Pireu són dues escultures gregues de bronze de la dea Àrtemis, que es van trobar al Pireu. L'Àrtemis més gran fou tallada a la fi del període clàssic, cap al 340-330 abans de la nostra era, i la més petita en el període hel·lenístic, cap al 200 ae. En l'actualitat, les escultures es conserven al Museu Arqueològic del Pireu.
Totes dues escultures representen Àrtemis dempeus amb el braç dret estés. Les dees van vestides amb pèplum en lloc del típic quitó. Al pit duen les corretges típiques d'una caçadora per a un buirac de fletxes a l'esquena. Tenien un arc en una mà i un recipient per a beure a l'altra. Els objectes han desaparegut. L'alçada de l'escultura més gran és d'uns 1,95 m i la de la menor, d'uns 1,55 m.
Les van descobrir al Pireu el 1959 juntament amb l'anomenat Apol·lo del Pireu i l'Atena del Pireu.(1) Potser aquest conjunt era un carregament interceptat quan el general romà Sul·la va saquejar El Pireu l'any 86 ae. Però, atès que les estàtues daten d'un lapse de temps d'uns cinc segles, no podria haver estat enviat per encàrrec privat. Tal vegada aquestes estàtues de bronze de culte procedeixen d'un mateix santuari dedicat al llarg dels segles abans que la col·lecció fos retirada en el segle I ae. El grup podria haver estat transportat al Pireu potser des de Delos, lloc de naixement dels bessons divins.
Sembla que totes dues estàtues d'Àrtemis són hel·lenístiques pel pentinat i la postura, i ambdues mostren una Àrtemis de cos sencer amb un vestit llarg que li cobreix les cames. Les cares són clàssiques.

## Àrtemis A
- Clàssic tardà, segona meitat del segle IV ae.
- Altura: 1,95 m.
- Trobada: 1959 al Pireu, actualment al Museu del Pireu.

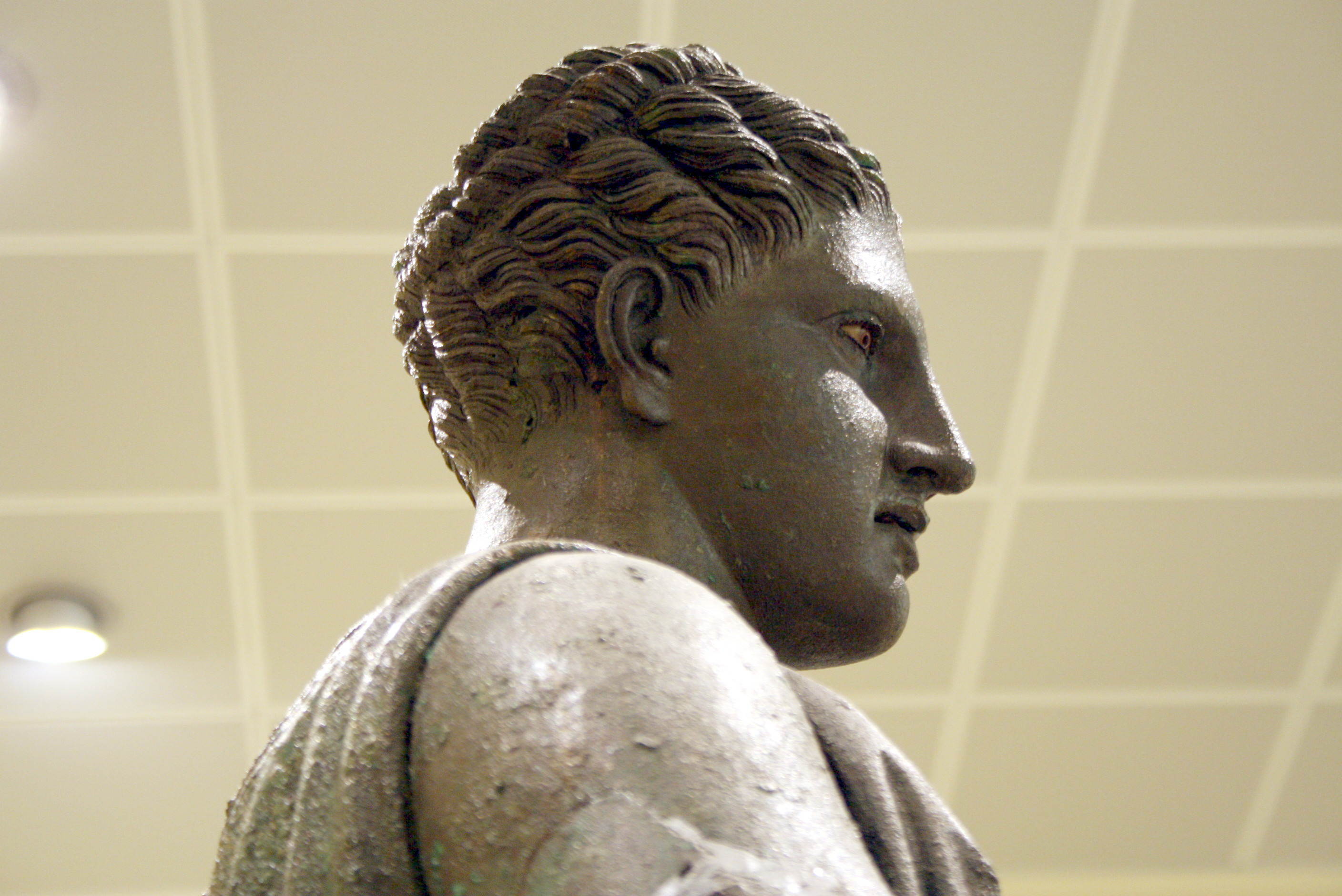
Estil de pentinat hel·lenístic

Tot i que el disseny de l'Àrtemis A  sembla derivar d'un model arcaic, hi ha clars termes clàssics en l'estàtua: com ara la postura de Policlet, descansant principalment sobre la cama dreta, deixant que l'esquerra es doblegue cap a un costat. Els braços semblen poder moure's independentment del tors i el cap també s'inclina cap a un costat, la qual cosa duu a Caroline Houser a interpretar la postura de l'estàtua com per crear la il·lusió d'una estàtua animada.
Duu un pentinat a l'estil "melon": el cabell ondulat dividit en seccions iguals, retorçat i recollit cap enrere, i després pentinat en dues grans trenes i enrotllat al voltant de la banda de dalt del cap.

## Àrtemis B
- Hel·lenístic primerenca (possiblement de la primera part del segle III ae)
- Altura: 1,55 m.
- Trobada al Pireu el 1959, actualment al Museu del Pireu.

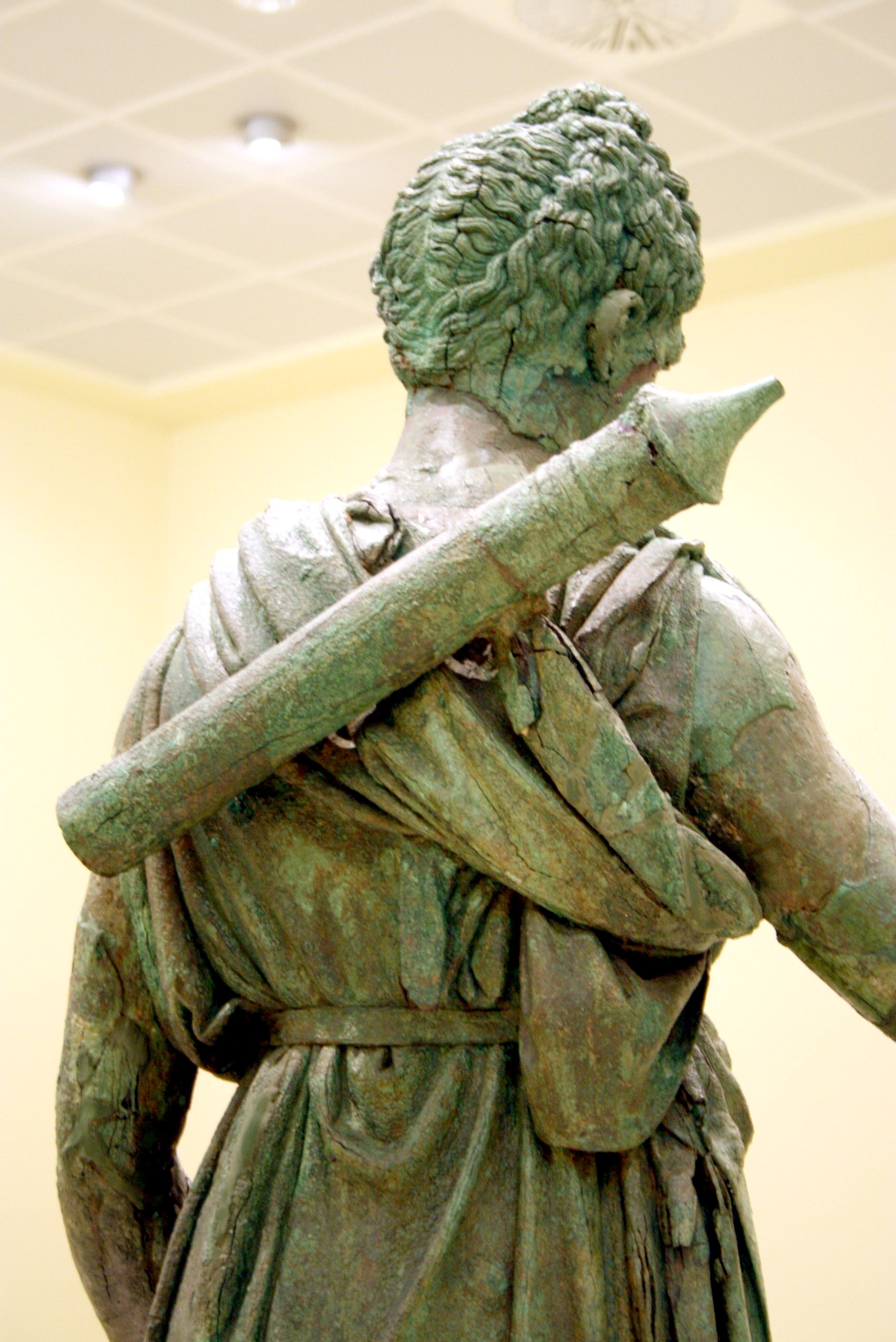
Buirac recol·locat

L'escultor va agafar una forma tradicional i la va refondre, donant com a resultat una figura amb un disseny recognoscible però original. Aquesta és l'estàtua pitjor conservada de les trobades al Pireu: el bronze s'ha enfonsat lleument i altres seccions s'han separat. El costat dret del cap està lleugerament desfigurat.
La dea està en una postura semblant a la d'Àrtemis A, però en lloc d'adoptar una postura característica de Policlet, n'és clarament praxiteliana.
En lloc de les dues corretges que envolten el pit d'Àrtemis A, en aquesta segona només una de sola passa per damunt de l'espatla dreta de la figura i per sota del braç esquerre, i sosté part del buirac que continua intacte. El buirac es va fondre per separat de la resta de l'estàtua i s'hi degué fixar en algun moment de l'Antiguitat, per la qual cosa es col·locà en una posició lleument diferent a l'originària. La corretja del carcaix també és molt elaborada: decorada amb un dibuix de meandres i punts amb incrustacions d'argent.